# Deutsches Meisterschaftsrudern 1964
Das 75. Deutsche Meisterschaftsrudern wurde 1964 in Duisburg ausgetragen. Wie bereits im Vorjahr wurden insgesamt Medaillen in 16 Bootsklassen vergeben. Davon 12 bei den Männern und 4 bei den Frauen.

## Medaillengewinner

### Männer
| Bootsklasse                           | Gold | Silber | Bronze |
| ------------------------------------- | --- | --- | --- |
| Einer                                 | Edgar Heidorn (Deutscher Ruder-Club von 1884) | Helmut Lebert (Passauer RV von 1874) | Alwin Rath (Münchener RC von 1880) |
| Doppelzweier                          | RK Kurhessen Kassel Jochen Schüßler Klaus Engelhardt | Rgm. Kasteler RuKG 1880 / RC Saar Josef Steffes-Mies Jost Krause-Wichmann | Rgm. RG Speyer 1883 / Limburger CfW Helmut Martin Dieter Haase |
| Zweier ohne Steuermann                | Karlsruher RK Alemannia Wolfgang Hottenrott Michael Schwan | Frankfurter RG Germania 1869 Lutz Ulbricht Detlef Damboldt | RV Neptun Konstanz Günther Zumkeller Dieter Bender |
| Zweier mit Steuermann                 | Lübecker RG von 1885 Dagobert Thometschek Christian Prey Axel Ring (Stm.) | Karlsruher RK Alemannia Wolfgang Hottenrott Michael Schwan Norbert Krus (Stm.) | RC Nassovia Höchst Wolfgang Neuß Klaus-Günther Jordan Frank Steinhäuser (Stm.) |
| Vierer ohne Steuermann                | RC Germania Düsseldorf Manfred Misselhorn Albrecht Müller Horst Effertz Günter Schroers                                                                                       | Ratzeburger RC / Lübecker RG von 1885 Egon Böttcher Hans-Joachim Neuling Dirk Schreyer Gerd Wolter | Lübecker RG von 1885 Hans-Joachim Krause Jürgen Prüß Peter-Alfred Berg Hans-Joachim Prüß |
| Vierer mit Steuermann                 | Berliner RC Egbert Hirschfelder Joachim Werner Bernhard Britting Peter Neusel Jürgen Oelke (Stm.)                                                                             | Lübecker RG von 1885 Hans-Joachim Krause Jürgen Prüß Peter-Alfred Berg Hans-Joachim Prüß Axel Ring (Stm.) | RC Hamm von 1890 Horst Schulte Wolfgang Reppel Walter Schulz Klaus Disselkötter Horst Stroba (Stm.) |
| Achter                                | Ratzeburger RC I Horst Meyer Jürgen Plagemann Jürgen Schröder Klaus Behrens Hans-Jürgen Wallbrecht Karl-Heinrich von Groddeck Klaus Bittner Klaus Aeffke Thomas Ahrens (Stm.) | Rgm. RC Germania Düsseldorf / Kölner RV von 1877 / WSV Mülheim Bernd Strahl Harald Suberg Matthias Wooge Horst Dyken Willi Neffgen Eberhard von Unruh Heinz-Albert Vogel Wolfgang Picard Wolfgang Köhnen (Stm.) | Berliner RC Wolfgang Tietenberg Horst Braunreiter Ingo Rohde Joachim Werner Egbert Hirschfelder Peter Neusel Bernhard Britting Manfred Ross Jürgen Oelke (Stm.)                                             |
| Leichtgewichts-Einer                  | Jochen Meißner (Mannheimer RV Amicitia von 1876) | Jost Segebrecht (Karlsruher RV Wiking) | Wolfgang Grahl (Offenbacher RG Undine) |
| Leichtgewichts-Doppelzweier           | Rgm. Karlsruher RV Wiking / RG Wetzlar 1880 Jost Segebrecht Ernst Rühl | Mannheimer RV Amicitia von 1876 Jochen Meißner Jörg Kruse | Rgm. Duisburger RV / RV Neptun Darmstadt Kurt Petersen Rainer Petersen |
| Leichtgewichts-Vierer ohne Steuermann | Rgm. Ulmer RC Donau / Tübinger RV Fidelia / RV Esslingen Bernd Heim Erich Kemle Walter Scheller Kraft-Otto Steinle                                                            | RK am Wannsee Peter Zenk Jörg Meyer Jürgen Prasse Gerd Kattein | Rgm. RC Rhenania Koblenz / RG Worms 1883 Winfried Münch Friedhelm Schäfer Willi Turgetto Christian Meyer |
| Leichtgewichts-Vierer mit Steuermann  | Mannheimer RC von 1875 Karl-Heinz Bendlin Siegfried Radandt Karl-Heinz Schreyer Peter Klein Gerhard Hock (Stm.)                                                               | Lübecker RG von 1885 Hans-Werner Borgmann Peter Schäper Bernt Borchert Joachim Strehl Jens Hornemann (Stm.) | Rgm. Ulmer RC Donau / Tübinger RV Fidelia / RV Esslingen Bernd Heim Erich Kemle Walter Scheller Kraft-Otto Steinle Klaus Forster (Stm.)                                                                     |
| Leichtgewichts-Achter                 | Lübecker RG von 1885 Hans-Werner Borgmann Peter Schäper Claus Collet Joachim Ansorge Ernst Peter Uwe Jacobs Bernt Borchert Joachim Strehl Jens Hornemann (Stm.)               | Rgm. GTRV Neuwied / Neuwieder RG 1883 Hans Voigt Wilhelm Schumacher Eike Liebhold Klaus Huth Lothar Ganneck Ulrich Huth Hans-Peter Jaspers Wolfgang Möhl H. Preißing (Stm.)                                     | Rgm. RC Allemannia von 1866 / Der Hamburger und Germania RC / Elmshorner RC Gerhard Koch Peter Voß Michael Kröger Jürgen Reese Gerhard Reichert Jörg Neckel Rolf Göttsche Erwin Schmidt Jörn Kerkamm (Stm.) |

### Frauen
| Bootsklasse                             | Gold | Silber                                                                                              | Bronze |
| --------------------------------------- | --- | --------------------------------------------------------------------------------------------------- | --- |
| Einer                                   | Karen Urich-Wolf (Brandenburger RK) | Annemarie Rupprecht (Passauer RV von 1874)                                                          | Gunda Biel (Hamburger RC von 1925)                                                                                         |
| Doppelzweier                            | Rgm. Regensburger RV von 1898 / Passauer RV von 1874 Christl Schmidt-Lehnert Annemarie Rupprecht                                                       | RC Tegel 1886 Karin Huhnholz Eva Tübcke                                                             | Keine weiteren Boote am Start.                                                                                             |
| Doppelvierer mit Steuerfrau             | Rgm. Regensburger RV von 1898 / Passauer RV von 1874 Christl Schmidt-Lehnert Annemarie Rupprecht Eva Tübcke Karin Huhnholz Gisela Mann-Schröder (Stf.) | IfL Uni Kiel Anke Sick Ilse Lebert Bärbel Seddig Inge Worstorff Renate Steinicke (Stf.)             | Rgm. RV Siemens Berlin / Berliner RG Eva Danneberg Hannelore Jonas Karin Schäfers Barbara Gärtner Gertrud Reichardt (Stf.) |
| Doppelvierer Stilrundern mit Steuerfrau | ETuF Essen Annemarie Niederhoff Marianne Küper Edelgard Mechsner-Schneider Christine Hortenbach Ursula Frevert (Stf.)                                  | Lauffener RC Neckar Erika Kämpf Inge Kunkel Maria Herzog Ingrid Bahm Marianne Dörr (Ruderin) (Stf.) | Svg. Dresdenia Berlin Heide-Lore Puch Brigitte Nonhof Helga Witt Regina Lotterer Monika Lindemann (Stf.)                   |